# ピグパーティ
ピグパーティは、サイバーエージェントが運営するスマートフォンアプリである。2015年3月24日（火）にリリースされ、利用者数は1,000万人を突破している。

## 概要
アバター（ピグ）をつくり、チャットを行ったりパーティを開いたりするのがメインの機能。
自分のお部屋でパーティを開いて他のユーザーとチャットも可能。他にも期間限定や特定のエリアでボイスチャットなどが使用できる。
サービスはアイテム課金制をとっており、仮想通貨としては、「リコ」を用いられる。基本的なサービスは無料で利用できるが、アイテム（きせかえ・家具など）を入手する際には、基本的にリコを用いて購入する必要がある。リコには、「無料リコ」と「有料リコ」に分類され、「無料リコ」は、「きたよ」や「キュン」などの簡単なクエストにより入手が可能、「有料リコ」は課金しないと入手できない。そのため、ショップでは有料リコのみで購入できるきせかえや家具、ガチャなどが販売されている。１リコあたり１円で購入でき、16歳未満の場合は月間上限課金額は5,500円まで、16歳以上から20歳未満は11,000円まで、20歳以上の場合は上限なしに設定されている。
前述の通り、有料リコは課金をすることでのみ手に入れることが出来るが、有料アイテムは課金をせずとも(アイテム交換、クエストによって入手できるガチャチケにより)入手可能。

### 機能
アップデートなどで様々な機能が追加され、多くの楽しみ方ができるようになっている。
チャット
基本機能の1つ。エリアや部屋、パーティルームなどの空間で自身の端末のキーボードを用いて文章を送信し、他のユーザーと会話ができる。ただ、暴言や下ネタ、他SNSの名称などが入る文章を送ろうとすると｢入力した内容に不適切な表現が含まれており反映できません｣と表示され打った文が全て消去されてしまうため注意が必要。
パーティ
自分の部屋や選択するパーティルームで開くことができる。名前をつけたりタグをつけるためそのカテゴリが好きな者同士で集まり、会話やなりきりなどを楽しめる。タグは最大五つまでつけることができる。基本同時に10人まで入室でき、パーティを開いた本人が許可していれば観覧も可能。観覧の人数上限はない。たまに運営がパーティー限定で、ボイスチャット機能を解禁するが、パーティーに入室している者のみがマイク機能を使う事ができる。
コミュ
簡易版Twitterのような機能。文章で投稿、画像で投稿などができ、コメントやいいね、リポスト（Twitterでいうリツイート）ができる。投稿は、投稿者が、全公開とフォロワー限定、非公開にする設定が可能である。また、コメントといいねも同様である。コメントはひとつの投稿につき999件までしかできないという上限がある。
着せ替え
手に入れたアイテムなどを好きに組み合わせて着せ替えをする。通常、着せ替えアイテム上限が10アイテムである。VIP等になると付けられるアイテム数が増える。気に入ったコーデを保存することもでき、その場合は着せ替え画面の右端にある｢コーデ保存｣で好きな時に素早くそのコーデに変えられる。｢コーデ保存｣は1回に5回スペースが増える代わり、1,000リコが必要である。
トーク
他のユーザーと一対一、または複数人で会話が出来る機能。チャットとは違い90日間限定ではあるが履歴が残り、期間内であれば何度でも読み返せる。嫌がらせ防止のため、もしフレンドであっても相互フォローを解除されたりブロックされてしまうと、再度フレンドにならない限りそのユーザーとのトークは使えなくってしまう。グループトークは15人まででグループ名を最大8文字までつけることもできる。既読表示や背景変更機能などもつけられている。
もようがえ
自分の部屋を好きなようにレイアウトできる機能。部屋拡張も可能（1回ごとに200リコ必要）。リサイクルで1個1リコでいらないものをリコに変えることもできる。ただし、リサイクルには上限があり、1回50アイテム、1日に最大300アイテムまで捨てることが出来る。
こうかん
2個以上所持（ダブり）しているアイテム同士で交換できる機能。アイテムを出品しリクエストが来るのを待ったり出品されているアイテムにリクエストするもので、そのアイテムを出品している人数・リクエストしたい人のリクエスト人数が上限に達していた場合、出品・リクエストはできない。また出品の方では欲しいものリストの中からアイテム（一部選択できないアイテムあり）を1つ選び即決にすることができ、即決に指定されているアイテムをリクエストすると即時交換が成立する。またアイテムにはそれがゲーム全体でいくつダブっているか表す｢超希少｣｢希少｣｢その他｣があり、｢超希少｣にいくほどダブり数が少ない。｢超希少｣｢希少｣ではダブり数を見ることも可能。｢超希少｣は100個未満、｢希少｣は500個未満、｢その他｣は500個以上。
交換の注意点として、アイテムには「レート(アイテムの価値)」があり有料リコによって入手できるか、無料リコで入手できるか、入手のしやすさと需要によって大きく変わってくる。そのため出品されたアイテムにリクエストをする場合「レート」への配慮が必要となる。配慮をしないと失礼なリクエストと感じられる事があり、ブロックされる可能性がある。
サークル
そのカテゴリが好きな者や、サークル名に合った者たちが集まる。目的はパーティとほぼ同様だが、開始2時間で自動的に終了するパーティとは違い無期限だったり、100人まで入会が可能だったり、同時にいくつかのサークルに入会できたりなどパーティよりも規模が大きい。また参加申請制に設定できるので誰でも参加できるパーティよりも目的にそった者たちが集まりやすい。しかしサークルは、運営によって選出されたサークルオーナーのみ作成出来る。

## コラボ
| コラボ                                                             | 期間                                                                                    |
| ------------------------------------------------------------------ | --------------------------------------------------------------------------------------- |
| エヴァンゲリオン                                                   | ガチャ：2015年7月31日から無期限                                                         |
| はじめしゃちょー 大学卒業式イベント（第1弾）                       | 2016年2月23日から3月20日                                                                |
| はじめしゃちょー 大学卒業式イベント（第2弾）                       | 2016年3月1日から3月20日                                                                 |
| HIKAKIN                                                            | 2016年6月10日から6月30日                                                                |
| 渡辺直美展 Naomis Party                                            | 2016年7月20日から8月6日                                                                 |
| M!LK                                                               | 2016年8月1日から8月31日                                                                 |
| もやししゃちょー                                                   | 2016年10月12日から10月31日                                                              |
| 天月                                                               | 2018年5月2日から7月17日                                                                 |
| シナモロール（第2弾）                                              | ガチャ：2019年7月16日から無期限                                                         |
| 初音ミク「マジカルミライ 2019」・Simeji                            | 2019年8月5日から8月31日                                                                 |
| パワーパフガールズ・Simeji                                         | 2020年2月3日から2月29日                                                                 |
| Re:ゼロから始める異世界生活・Simeji                                | 2020年3月2日から4月30日                                                                 |
| 東方Project 紅魔郷編                                               | 2020年4月2日から4月30日                                                                 |
| 2020サンリオキャラクター大賞・ピグライフ〜ふしぎな街の素敵なお庭〜 | 2020年4月28日から5月25日                                                                |
| 映画 この素晴らしい世界に祝福を!紅伝説                             | 2020年7月2日から8月31日                                                                 |
| Re:ゼロから始める異世界生活（第2弾）・Simeji                       | 2020年8月3日から8月31日                                                                 |
| カナヘイの小動物 ピスケ&うさぎ                                     | 2020年8月4日から8月31日                                                                 |
| ポケコロ                                                           | 2020年8月15日から9月5日                                                                 |
| ゆず                                                               | 2020年8月19日から11月4日                                                                |
| 東方Project 妖ヶ夢編（第2弾）                                      | 2020年10月2日から10月31日                                                               |
| 文豪ストレイドッグス                                               | 2020年11月2日から11月30日                                                               |
| Re:ゼロから始める異世界生活（第3弾）・Simeji                       | 2021年1月5日から2月4日                                                                  |
| Paradox Live                                                       | 2021年1月15日から2月14日                                                                |
| Paradox Live（第2弾）                                              | 2021年2月15日から3月17日                                                                |
| 2021サンリオキャラクター大賞（第2弾）                              | 2021年4月9日から6月8日                                                                  |
| おそ松さん                                                         | 2021年5月24日から5月31日                                                                |
| 転生したらスライムだった件                                         | 2021年7月14日から8月31日 ガチャ：2022年7月13日まで                                      |
| ハイキュー!! TO THE TOP・Simeji                                    | 2021年8月2日から9月5日 ガチャ：2022年8月1日まで                                         |
| 進撃の巨人                                                         | 2021年9月2日から10月1日                                                                 |
| 雪ミク                                                             | 2022年1月6日から3月31日                                                                 |
| 文豪ストレイドッグス（第2弾）                                      | 2022年1月7日から1月13日 ガチャ：2022年10月31日まで                                      |
| クロミ                                                             | 2021年10月6日から無期限                                                                 |
| いれいす                                                           | 2023年5月6日から5月31日                                                                 |
| にじさんじ                                                         | 葛葉コラボ 2023年8月2日15:00~8月30日23:59 おりコウコラボ 2024年4月2日15:00~4月30日23:59 |
| 推しの子                                                           | 2024年5月2日から5月31日まで                                                             |
| 宝鐘マリン                                                         | 2024年6月2日から6月31日まで                                                             |
| すとぷり                                                           | 2024年7月2日から7月31日まで                                                             |
| にじさんじ エデン                                                  | 2024年8月2日から8月31日まで                                                             |
| ブルーロック                                                       | 2024年9月2日から9月31日まで                                                             |